# عبدالمنعم ریاض
عبدالمنعم ریاض (عربی: ;عبد المنعم رياض; ۲۲ اکتبر ۱۹۱۹ – ۹ مارس ۱۹۶۹) سپهبد نیروی زمینی مصر بود، که در فاصله سال‌های ۱۹۶۷ تا ۱۹۶۹ به‌عنوان رئیس ستاد کل نیروهای مسلح مصر فعالیت می‌کرد.
ریاض فعالیت نظامی را از سال ۱۹۳۸ در ارتش مصر آغاز کرد. او فرماندهی نیروهای مسلح اردن را در طول جنگ شش روزه ۱۹۶۷ بر عهده داشت و بعداً نیروهای مصری را در جنگ فرسایشی رهبری کرد و در جریان نبرد، به همراه چند نفر از دستیارانش در سال ۱۹۶۹ کشته شد. مرگ او در ۹ مارس به عنوان روز شهدای مصر گرامی داشته می‌شود.